# Иецава (река)
И́ецава (устар. Экау, Цецава; латыш. Iecava) — река в Латвии, правый приток Лиелупе.
Длина — 155 км, площадь бассейна — 2172 км². Истоки находятся на территории Яунелгавского края; впадает Иецава в Лиелупе на 4 км ниже Елгавы.
Течение реки медленное, берега в основном лесистые. Питание реки более чем на 50 % снеговое.
Количество притоков — около 400, включая мелкие потоки и ручьи, крупнейшие: правые — Миса (108 км), Смакупе (26 км), Янюпе (20 км), Вергьупе; левый — Икструмс (23 км).
Крупнейший населённый пункт на реке — Иецава.